# Ordine della stella jugoslava
L'Ordine della stella jugoslava o Orden jugoslovenske zvezde, fu la più elevata decorazione al merito della Jugoslavia. Essa si divideva in quattro classi. La più elevata, la "Grande stella jugoslava", era la più elevata delle decorazioni jugoslave. L'onorificenza veniva per lo più assegnata ai capi di Stato per lo sviluppo il rafforzamento della pace e la cooperazione tra le nazioni.
L'Ordine della Stella jugoslava è stato anche il secondo più alto ordine di merito in Serbia e Montenegro.

## Storia
L'Ordine della stella jugoslava fu fondata dal presidente della Jugoslavia Josip Broz Tito il 1º febbraio del 1954 ed era composto da tre classi.
Dopo la dissoluzione della Jugoslavia, la Repubblica Federale di Jugoslavia e successivamente la Serbia e Montenegro hanno continuato a utilizzare alcune delle decorazioni della ex Jugoslavia, tra le quali l'Ordine della Stella jugoslava. Nella Repubblica Federale di Jugoslavia, l'Ordine della Stella jugoslava è stato il secondo più alto ordine dopo l'Ordine della Jugoslavia.